# Галичина (нафтопереробний комплекс)
Нафтопереробний комплекс «Галичина» (колишня назва — Дрогобицький нафтопереробний завод) — найстарше нафтопереробне підприємство України, збудоване у 1863 р. Потужність, станом на 2005 рік, становить близько 3,5 млн тонн сирої нафти на рік. Розташоване у місті Дрогобичі Львівської області.

## Коротка історична довідка
У другій половині ХІХ століття Дрогобич став найбільшим осередком переробки нафти в Галичині. Наприкінці ХІХ ст.— на початку ХХ ст. створені нові нафтопереробні (або, як їх тоді називали, «газолінові») заводи у Бориславі, Улатовичах, Самборі, Стрию, Львові. У 1848 році (за іншими даними — з 1859 року) в Дрогобичі почало працювати підприємство (завод) А. Шрайнера й Герца по перегонці нафти, яке незабаром згоріло. У 1863 році (за іншими даними — у 1866 році) на його місці було утворено нове підприємство двох спільників — Г. Альтмана та Й. Готліба (рафінерія акціонерного товариства «Альтман і Готліб»). Воно стало основою теперішнього ПАТ «НПК Галичина» (колишній Дрогобицький нафтопереробний завод № 2). У 1901 році підприємство стало власністю англійської акціонерної компанії і дістало назву «Галіція».
У 1914 році на заводі «Галіція» працювали дві установки переганяння нафти: періодична і безперервна. На установці періодичної дії було два куби, на яких переганяли парафінистий фільтрат, що забезпечувало отримання мастильної оливи. У міжвоєнний період завод «Галіція» був розбудований і його потужності сягнули близько 140 тис. т на рік, а в 1925 р. споруджено установку термічного крекінгу типу «Cross» — таку ж, яка функціонувала на заводі «Vacuum Oil Company» в Чеховичах. Це підприємство вперше у тодішній Польщі розпочало виготовлення дорожніх бітумів «Мольфальт» і «Гамбіт». Його оливи марки «Галтол» добре зарекомендували себе на ринку.
У пошуках способів застосування та продажу галицької нафти Національне нафтове товариство у 1902 р. розглянуло питання про початок виробництва паливного мазуту до локомотивів. Це стало причиною спорудження нового нафтопереробного заводу в Дрогобичі, який у 1919 році отримав назву «Польмін» (від «Польський мінерал»). У 1938 р. він уперше вивів на ринок машинну оливу «Триселектол» з індексом в'язкості близько 100, одержану селективним очищенням крезолом. Передбачалося будівництво установки для селективного очищення олив фурфуролом. Також створено апарат для очищення олив сульфатною кислотою і виробництва кальцієвих мастил. Уведення в експлуатацію на заводі «Польмін» двоступеневої трубчатої установки переганяння нафти істотно збільшило обсяг виготовленої продукції та розширило асортимент бітумів.
У вересні 1939 році (із часу окупації Галичини СРСР) всі нафтопереробні підприємства в Дрогобичі були націоналізовані. Завод «Польмін» (на вулиці Стрийській) отримав назву «Дрогобицький нафтоперегінний завод № 1», а «Галіція» (на вулиці Бориславській) — «Дрогобицький нафтоперегінний завод № 2» (сьогодні — ПАТ НПК «Галичина»). Ці підприємства переробляли нафту за паливним варіантом. З інших дрібних націоналізованих нафтопереробних заводів («Дрос», «Фраймет», «Рома» та ін.) було утворено ще чотири державні нафтоперегінні заводи.
Під час німецько-радянської війни підприємства фактично не працювали. У серпні 1944, після нової окупації Дрогобича радянськими військами, були введені у експлуатацію лише два великі заводи, які в січні 1945 року отримали назву «Дрогобицький нафтопереробний завод № 1» («Перший Дрогобицький нафтопереробний завод» на вулиці Стрийській)  і «Дрогобицький нафтопереробний завод № 2» («Другий Дрогобицький нафтопереробний завод» на вулиці Бориславській).
1 листопада 1963 року на баз двох нафтопереробних заводів було створено виробниче об'єднання «Дрогобичнафтопереробка», яке у 1972 році отримало назву Дрогобицький нафтопереробний завод. 12 травня 1966 року завод був нагороджений орденом Трудового Червоного Прапора «за дострокове виконання завдань семирічного плану і у зв'язку із 100-річчям із дня організації промислової переробки нафти в Дрогобичі».
У 1994 році завод змінив форму власності і став відкритим акціонерним товариством «Нафтопереробний комплекс — ГАЛИЧИНА».
З 2009 року директором ВАТ працює Барадний Богдан Стефанович, одночасно — голова правління публічного акціонерного товариства «НПК-Галичина». Його заступником став близький до Степана Івахіва та групи «Континіум» бізнесмен Хащівський Ігор Петрович (1957 року народження, мешканець Дрогобича), який раніше був у фірмі «Континіум» спеціалістом, відповідальним за контакти з «Лукойлом».
26 грудня 2023 р. Господарський суд Львівської області відкрив провадження у справі про банкрутство ПАТ «Нафтопереробний комплекс Галичина», а також визнав вимоги кредитора — ПАТ «Укрнафта» — в сумі понад 828 млн грн. Розпорядником майна боржника призначено арбітражного керуючого Олександра Ткачука.
28 грудня 2023 року Господарським судом Львівської області була прийнята ухвала, якою суд наклав арешт на всі будівлі і земельні ділянки, що належать ПАТ «Нафтопереробний комплекс Галичина». Ухвала була оприлюднена 1 січня 2024 р.

## Власники
- Фонд державного майна України — 25%.
- Романнор Інвестменс ЛТД (Romannor Investments Ltd), (Британські Віргінські острови) — 19%.
- Деніро Венчерз ЛТД (Deneiro Ventures Ltd), (Британські Віргінські острови) — 19%.
- Вівернал Холдінгс ЛТД (Weavernal Holdings Ltd), (Британські Віргінські острови) — 19%.
- Доменніум Ентерпрайзес ЛТД (Domennium Enterprices Ltd), (Британські Віргінські острови) — 15,93%.

Останні чотири підприємства-офшори є власністю групи «Приват».

## Дочірні підприємства
ПАТ «НПК-Галичина» є співзасновником наступних підприємств:
- Дочірнє торгово-комерційне підприємство «ЄвронафтаД» публічного акціонерного товариства «Нафтопереробний комплекс-Галичина» (знаходиться в процесі ліквідації)
- Товариство з обмеженою відповідальністю «Баскетбольний клуб «Політехніка Галичина»»
- Закрите акціонерне товариство «Трускавецький валеологічний інноваційний центр»
- Консорціум «Концесійні транспортні магістралі».

## Директори Дрогобицького нафтопереробного заводу №1 (1944—1963)
- 1944—1949 Демидов Володимир Миколайович
- 1949—1954 Коваленко Яків Іванович
- 1955—1956 Демидов Володимир Миколайович
- 1956—1959 Рудакова Ніна Яківна
- 1959—1963 Мельник Аполлон Олексійович

## Директори Дрогобицького нафтопереробного заводу №2 (1944—1963)
- 1944—1963 Романов Василь Григорович

## Директори Дрогобицького нафтопереробного заводу (виробничого об'єднання «Дрогобичнафтопереробка») (1963—1993)
- 1963—1964 Романов Василь Григорович
- 1964—1965 в.о. Шарф Фрідріх Хаскелевич — головний інженер
- 1965—1972 Рудавський Юрій Теофанович
- 1972—1973 в.о. Древецький Роман Франкович — головний інженер
- 1973—1980 Смирнов Володимир Дмитрович
- 1980—1993 Матолич Роман Михайлович

## Голови правління (з 1993)
- 1993—2000 Матолич Роман Михайлович
- 2000—2001 Косянчук Леонід Васильович
- 2001—2006 Гусаков Володимир Миколайович
- 2006—2009 Лазорко Олександр Іванович
- 2009— Барадний Богдан Стефанович